# 迪士尼伴你同行計劃
迪士尼伴你同行計劃（英語：Disney Side-by-Side Journey）是香港迪士尼樂園自2005年開始與不同非政府組織合作，為服務對象提供合適的工作崗位。香港迪士尼樂園指出，有些學員更專注於工作，工作能力毫不遜色。樂園亦指出無須特別優待學員，應同工同酬。聘用身心障礙員工需更多支援，例如安排其他同事陪伴、更多關注等。由2022年開始，樂園正式定名為「迪士尼伴你同行計劃」。

## 成立目的
推動共融就業，以履行社會責任。該計劃為身心障礙員工提供培訓，包括課堂訓練、在職培訓和一對一支援。同時，該計劃強調身心障礙員工與一般員工享有同等的工資待遇。

## 提供就業機會
該計劃已為超過230位身心有障礙人士提供工作機會。該計劃於2022年提供共計36個職位空缺，並擴展了職位範圍，包括娛樂事務技術員、髮型化妝師等後勤團隊職位。其他職位還包括樂園營運、保安、餐飲、商品部、娛樂事務、維修中心等。
該計劃會根據申請者的能力進行職位配對，使他們能夠在不同崗位上發揮所長。一些學員在完成計劃後繼續擔任兼職或全職員工。求職者一旦被聘用，將接受相關培訓，了解迪士尼文化和服務準則。同時，每位學員都會有一位資深同事擔任夥伴，協助他們融入工作環境。此外，該計劃採用漸進式設計，學員的工作時間每月逐漸增加，並需要輪班工作。同時，該計劃也不斷檢討設施設備，以盡量滿足不同員工的需求。

## 計劃最新情況
梁寶琴是一位聾人，目前在迪士尼樂園擔任裁縫。她是透過聾人機構「龍耳」的就業主任介紹，於2023年4月正式加入迪士尼。她在樂園服裝部負責修改和修補衣物。寶琴對裁縫工作非常感興趣，她之前在皮革廠工作的經驗使她有資格參加這個計劃，最終成功通過面試並成為計劃的學員。
計劃中除了提供在職培訓，樂園還安排一位資深同事擔任學員的夥伴，協助他們融入工作環境。該夥伴表示，起初得知將要與聾人一起工作時感到擔憂，害怕溝通會出現問題，特別是在疫情期間需要佩戴口罩，這可能會影響聾人理解他人的唇語。然而，在樂園安排的培訓下，例如全組人員曾參加手語培訓班，她逐漸了解到不同身心障礙人士的需求，並且明白聾人的特點，以及如何協助他們融入工作環境。她也了解到在與聾人相處時需要注意的事項。

## 合作機構
- 龍耳
- 香港傷健協會
- 明愛樂務綜合職業訓練中心

## 外部連結
- 傷健共融︳香港迪士尼伴你同行計劃 聘身心有障礙人士助平等就業 娛樂事務技術員享受樂園工作 （页面存档备份，存于）